# Mänttä-Vilppula
Mäntta-Vilppula (Zweeds: Mänttä-Filpula) is een gemeente in de Finse provincie West-Finland en in de regio Pirkanmaa. De gemeente is een fusiegemeente die in 2009 ontstaan is uit de gemeenten Mänttä en Vilppula.

## Geografie
Mänttä-Vilppula heeft een oppervlakte van 657.10 km² waarvan 122.61 km² uit water bestaat en 534,84 km² uit land. In de gemeente zijn er de meren Ruovesi, Kuorevesi en Keurusselkä. Mäntta-Vilppula grenst aan de gemeenten Jämsä, Juupajoki, Keuruu, Ruovesi en Virrat.

## Politiek
Esa Sirviö is de burgemeester. In het gemeentebestuur van Mänttä-Vilppula zijn er 35 zetels waarvan de Sociaaldemocratische Partij van Finland er 11 heeft, de Centrumpartij van Finland er 8, de Nationale Coalitiepartij er 5, de Finnenpartij er 5, de Linkse Alliantie er 3, de Groene Liga heeft er 2 en de Christendemocraten hebben 1 zetel.

## Bevolking
Mänttä-Vilppula heeft (9.360) inwoners 2022 waarvan de meeste Fins spreken (98.9%), daarna worden er Zweeds (0,2%) en overige talen (0.9%) gesproken.
In Mänttä-Vilppula is 62.7% tussen de 15 en de 64 jaar oud.